# Pieter Hendrik van Cittert
Pieter Hendrik van Cittert (Gouda, 30 mei 1889 – Utrecht, 8 oktober 1959) was een Nederlands natuurkundige en wetenschapshistoricus. Hij verklaarde onder meer de microscopen van Antoni van Leeuwenhoek, bewees het Van Cittert–Zernike-theorema over de coherentie van straling en richtte het Universiteitsmuseum te Utrecht op.

## Loopbaan

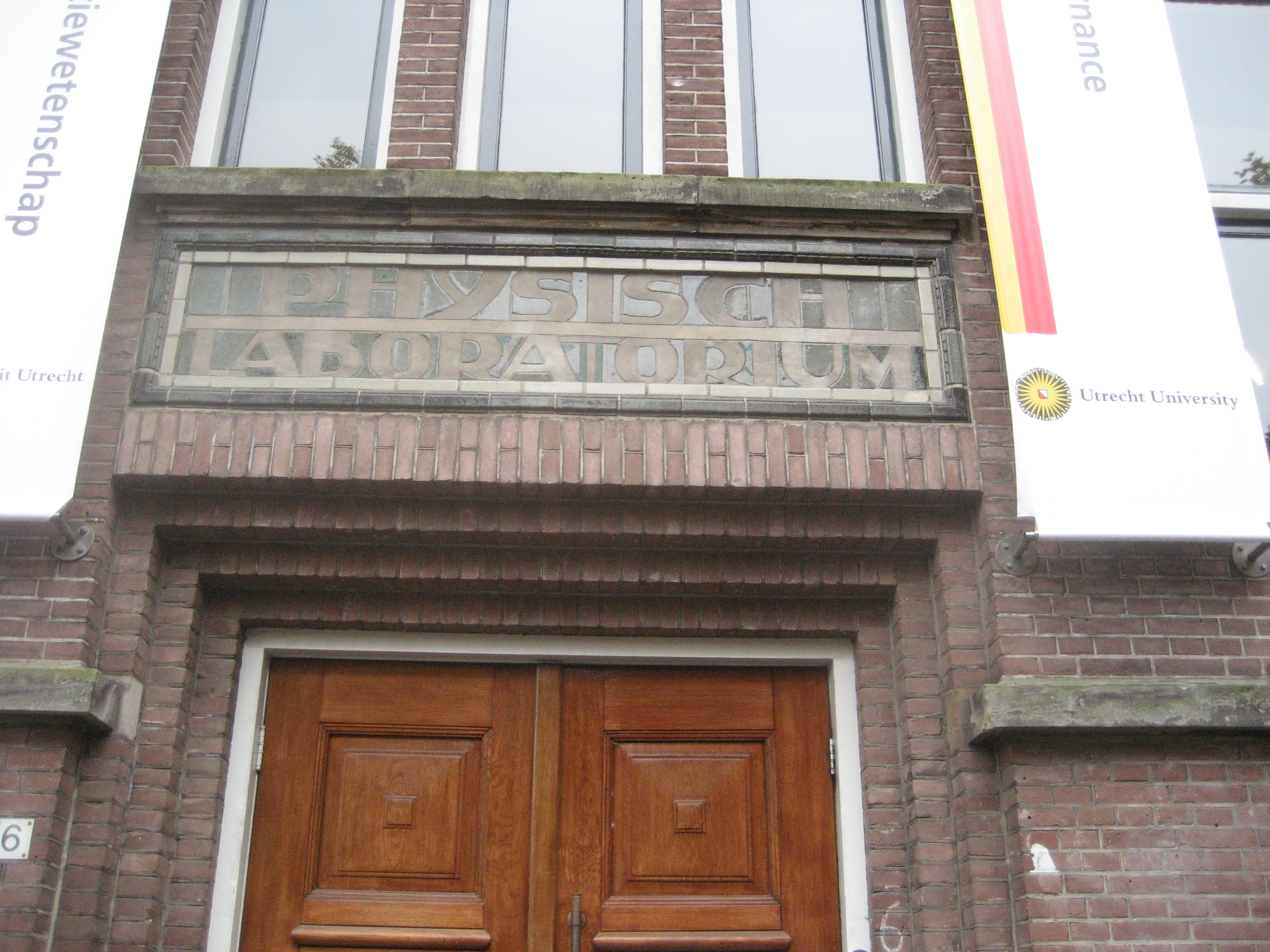
Physisch Laboratorium Utrecht

Van Cittert was de zoon van Benjamin Pieter van Cittert (1850-1925) en Antonia Petronella Huber (1867-1952). In 1912 trad hij in dienst van het Physisch Laboratorium van de Rijksuniversiteit Utrecht. In 1918 vond hij daar op zolder een duizendtal historische natuurkundige instrumenten, afkomstig van het achttiende-eeuwse Natuurkundig Gezelschap te Utrecht. Deze verzameling werd het startpunt voor het Universiteitsmuseum, dat hij in 1928 oprichtte. In 1919 promoveerde hij te Utrecht bij de hoogleraar Willem Julius op spectroscopie van de zon. Van Cittert was in 1921 een van de oprichters van de Nederlandse Natuurkundige Vereniging (NNV) en was de eerste penningmeester van deze vereniging. Met Leonard Ornstein blies hij in 1928 het Natuurkundig Gezelschap nieuw leven in. Van 1916 tot 1950 was hij in deeltijd leraar natuurkunde aan de HBS De Munnik te Utrecht. Van Cittert was conservator van het Physisch Laboratorium te Utrecht (1922-1950) en directeur van het Universiteitsmuseum Utrecht (1951-1955).

## Van Cittert-Zernike-theorema
In de optica en radioastronomie is Van Cittert vooral bekend vanwege zijn theorema over de coherentie van straling uit een verre incoherente bron, door hem in 1934 gevonden. Omdat Frits Zernike in 1938 met een eenvoudiger afleiding kwam, staat het nu bekend als het Van Cittert–Zernike-theorema. Van Cittert wordt in optische leerboeken tevens vermeld vanwege zijn spectraalapparaat met twee monochromatoren.. Hij stelde ook de Van Cittertdeconvolutie voor, een methode om beelden scherper te maken.

## Wetenschapsgeschiedenis
Van Cittert publiceerde vele werken over de werking en geschiedenis van hetmicroscoop, astrolabia, thermometers, hygrometers, luchtpompen, stoomfonteinen, pyrometers en andere instrumenten. Hij analyseerde het afwijkende type microscoop van Antoni van Leeuwenhoek en verklaarde de constructie.

## Persoonlijk leven
In 1938 trouwde hij met de natuurkundige Johanna Geertruida Eymers. Met haar publiceerde hij over wetenschapshistorische onderwerpen. Zij volgde hem in 1955 op als directeur van het Universiteitsmuseum toen hij vanwege longkanker zijn werkzaamheden neerlegde. Van Cittert overleed in 1959, zijn vrouw pas vele jaren later in 1988. Hun dochter Han van Konijnenburg-van Cittert studeerde biologie en werd hoogleraar paleobotanie aan de Universiteit Leiden.

## Publicaties
Er zijn 125 publicaties van Van Cittert bekend, onder meer
- Spectraalverschijnselen, veroorzaakt door onregelmatige lichtbreking en hun beteekenis voor de physica der zon, Dissertatie 1919, Utrecht
- met W. H. Julius: De algemeene relativiteitstheorie en het zonnespectrum, Verslag. Akad. Amsterdam, 1920, 29, 106, ook Engelstalige uitgave
- met H.C. Burger: Einfluss der Temperatur auf Stellung und Intensität der Stufengitterlinien, Physik. Zs. 21. 16, 1920
- Geschiedenis van de verzameling antieke instrumenten van het Natuurkundig Laboratorium der Rijksuniversiteit Utrecht en van het Natuurkundig Gezelschap, Jaarboekje van Oud Utrecht, 1929
- The "Van Leeuwenhoek Microscope" in possession of the University of Utrecht I, Proc. Acad. Amsterdam 35, 1062, 1935
- Die wahrscheinliche Schwingungsverteilung in einer von einer Lichtquelle direkt oder mittels einer Linse beleuchteten Ebene, Physica 1, 201, 1934. 
  - Herdruk in Mandel, L & Wolf, E. (eds): Selected papers on coherence and fluctuations of light I 1850-1960, New Yok, Dover, 1970.
- Descriptive catalogue of the collection of microscopes  in charge of the Utrecht University Museum with an introductory historical survey of the resolving power of the microscope, Groningen, Noordhoff, 1934, 110 p
- met L.S. Ornstein: Zur Erklärung der Feinstruktur der Rayleighstrahlung I, Physica 2, 221, 1935
- On the propagation of light in inhomogenous media, Physica 6, 840, 1939
- Kohaerenzprobleme, Physica 6, 1129, 1939
  - Herdruk in Mandel, L & Wolf, E. (eds): Selected papers on coherence and fluctuations of light I 1850-1960, New Yok, Dover, 1970.
- Het Microscoop, Noorduijn, Gorinchem 1944 (boek)
- met H.C. Burger: Viscositeit van bloed tijdens stolling, Ned. T. v. Geneeskunde 33, 760, 1944
- met R. (de Laer) Kronig en anderen: Leerboek der Natuurkunde. I Inleiding, mechanica, trillingen en golven, phaenomenologische electriciteitsleer en physische optica., Amsterdam 1946
- met J.G. van Cittert-Eymers: The Amici-microscopes about 1850 in possession of the University of Utrecht, Proc. Acad. Amsterdam, 50, 1947
- Astrolabes, a critical description of the astrolabes, noctilabes, and quadrants in the care of the Utrecht University Museum., Leiden, E.J. Brill, 1954 (boek).